# 德鲁德模型
电传导的德鲁德模型在1900年

德鲁德模型中的电子（蓝色）不断在较重的、静止的晶体离子中间（红色）徘徊。

由保罗·德鲁德提出，以解释电子在物质（特别是金属）中的输运性质。这个模型是分子运动论的一个应用，假设了电子在固体中的微观表现可以用经典的方法处理，很像一个彈珠台，其中电子不断在较重的、相对固定的正离子之间来回反弹。 
德鲁德模型的两个最重要的结果是电子的运动方程：
{\displaystyle {\frac {d}{dt}}\mathbf {p} (t)=q\mathbf {E} -{\frac {\mathbf {p} (t)}{\tau }},}
以及电流密度{\displaystyle J}与电场{\displaystyle E}之间的线性关系：
{\displaystyle \mathbf {J} =\left({\frac {nq^{2}\tau }{m}}\right)\mathbf {E} .}
在这里，{\displaystyle t}代表时间，{\displaystyle p}、{\displaystyle q}、{\displaystyle n}、{\displaystyle m}和{\displaystyle \tau }分别代表电子的动量、电荷、数密度、质量、以及与离子碰撞之间的平均自由时间。后一个表达式尤其重要，因为它用半定量的术语解释了为什么欧姆定律（电磁学中最普遍存在的一个关系）应该是正确的。

## 解释

### 直流电场
德鲁德模型最简单的分析，假设了电场{\displaystyle \mathbf {E} }既是均匀的又是恒定的，且电子的热速度足够大，使得它们在碰撞之间仅仅积累了无穷小的动量{\displaystyle d\mathbf {p} }，这平均每隔{\displaystyle \tau }秒发生一次。
于是，在时间{\displaystyle t}分离的电子自从它上一次碰撞将平均运动了{\displaystyle \tau }秒，因此将积累了动量：
{\displaystyle d\langle \mathbf {p} \rangle =q\mathbf {E} \tau .}
在它上一次碰撞期间，这个电子向前面反弹的机会将刚刚与向后面反弹的机会相等，因此所有对电子动量的之前的贡献都可以忽略，便得到表达式：
{\displaystyle \langle \mathbf {p} \rangle =q\mathbf {E} \tau .}
代入以下关系：
{\displaystyle \langle \mathbf {p} \rangle =m\langle \mathbf {v} \rangle ,}
{\displaystyle \mathbf {J} =nq\langle \mathbf {v} \rangle ,}
便得出上面提到的欧姆定律的表述：
{\displaystyle \mathbf {J} =\left({\frac {nq^{2}\tau }{m}}\right)\mathbf {E} .}

### 时变分析
电子的运动也可以通过引入一个有效的阻力来描述。在时间{\displaystyle t=t_{0}+dt}，电子的平均动量将为：
{\displaystyle \langle \mathbf {p} (t_{0}+dt)\rangle =\left(1-{\frac {dt}{\tau }}\right)\left(\langle \mathbf {p} (t_{0})\rangle +q\mathbf {E} dt+...\right),}
由于平均来说，{\displaystyle (1-dt/\tau )}个电子将不经历另外一次碰撞，而那些经历另外一次碰撞的电子将对总的动量仅有可忽略的贡献。
经过一番计算，便得出以下的微分方程：
{\displaystyle {\frac {d}{dt}}\langle \mathbf {p} (t)\rangle =q\mathbf {E} -{\frac {\langle \mathbf {p} (t)\rangle }{\tau }},}
其中{\displaystyle \langle \mathbf {p} \rangle }表示平均动量，m表示有效质量，q表示电子的电荷。这是一个非齐次微分方程，它的通解为：
{\displaystyle \langle \mathbf {p} (t)\rangle =q\tau \mathbf {E} +\mathbf {C} e^{-t/\tau }}
于是，稳态解（{\displaystyle {\frac {d}{dt}}\langle \mathbf {p} \rangle =0}）为：
{\displaystyle \langle \mathbf {p} \rangle =q\tau \mathbf {E} ,}
像上面一样，平均动量可以与平均速度有关，而这又可以与电流密度有关：
{\displaystyle \langle \mathbf {p} \rangle =m\langle \mathbf {v} \rangle ,}
{\displaystyle \mathbf {J} =nq\langle \mathbf {v} \rangle ,}
于是可以证明，物质满足欧姆定律，其直流电电导率为{\displaystyle \,\sigma _{0}}：
{\displaystyle \mathbf {J} =\left({\frac {nq^{2}\tau }{m}}\right)\mathbf {E} .}
德鲁德模型还可以预言在角频率为{\displaystyle \,\omega }的时变电场的响应下的电流，在这种情况下：
{\displaystyle \sigma (\omega )={\frac {\sigma _{0}}{1+i\omega \tau }}.}
这里假设了
{\displaystyle E(t)=\Re (E_{0}e^{i\omega t});}
{\displaystyle J(t)=\Re (\sigma (\omega )E_{0}e^{i\omega t}).}
还存在另一种惯例，所有方程中的{\displaystyle \,i}都用{\displaystyle \,-i}来代替。虚数部分表示电流落后于电场，这是由于电子大约需要时间{\displaystyle \,\tau }来对电场的变化作出响应。这里德鲁德模型是应用于电子的；它既可以应用于电子，又可以应用于空穴，也就是说，半导体中的正电荷载流子。

## 模型的准确性
这个简单、经典的德鲁德模型提供了金属中的直流电和交流电传导、霍尔效应，以及热传导的非常好的解释。这个模型也解释了1853年发现的魏德曼-弗朗茨定律。然而，它大大高估了金属的电子热容。实际上，金属和绝缘体在常温下的热容大致上相等。虽然模型可以应用于正电荷（空穴）载流子，像霍尔效应所验证的那样，它并不预言它们的存在。
德鲁德在最初的论文中犯了一个概念性的错误，他估计电导率仅有实际值的一半。